# Zarzecze (Łodygowice)

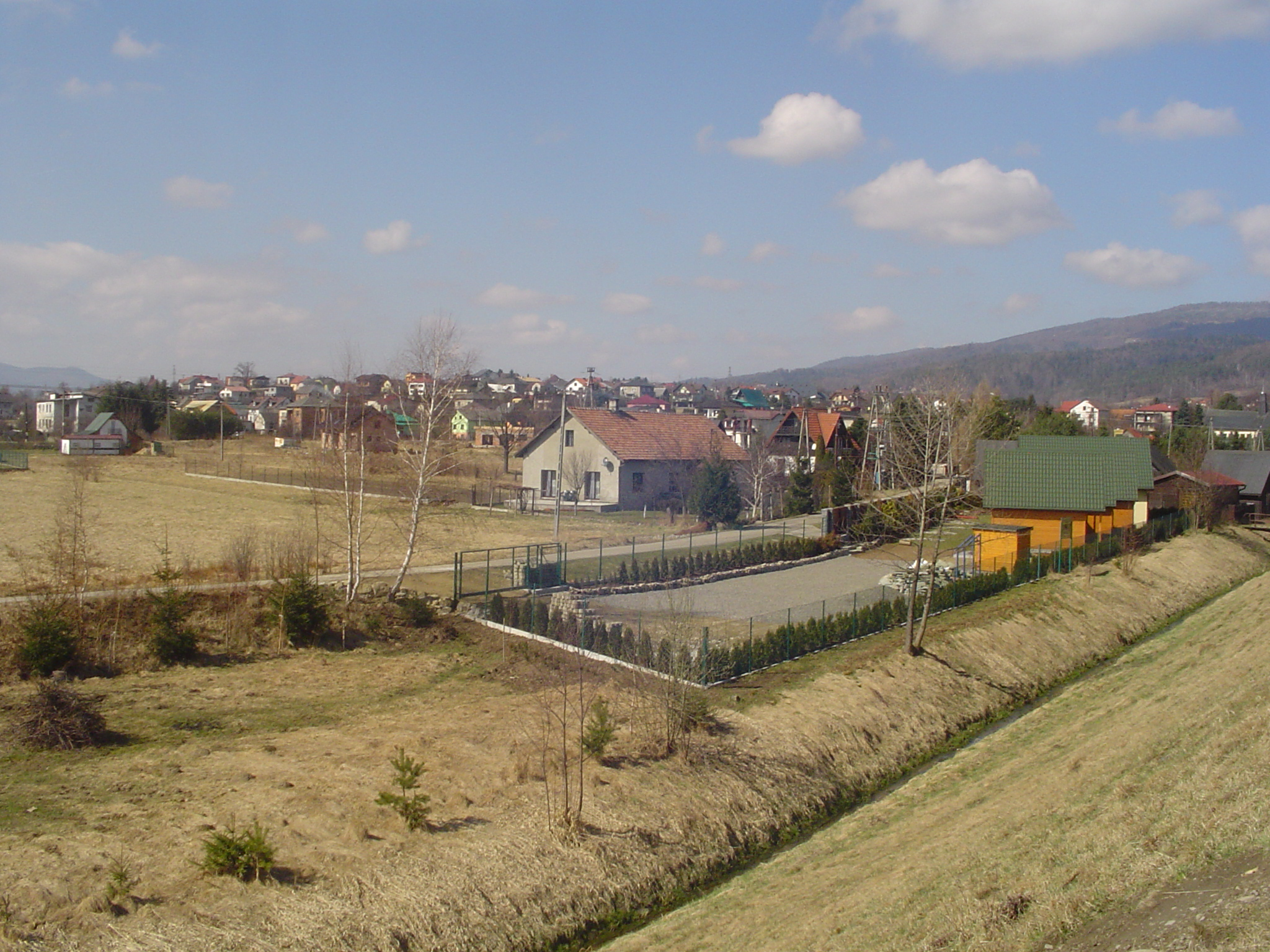
Blick auf das Dorf

Zarzecze ist eine Ortschaft mit einem Schulzenamt der Gemeinde Łodygowice im Powiat Żywiecki der Woiwodschaft Schlesien in Polen.

## Geographie
Zarzecze liegt im Saybuscher Becken (Kotlina Żywiecka) an der Mündung des Flusses Żylica in den Żywiecer See.
Das Dorf hat eine Fläche von 325,9 ha.

## Geschichte
Der Ortsname bedeutet [der Ort] hinter (za) dem Fluss (rzeką), weil es gegenüber Alt-Saybusch, hinter der Soła lag. Politisch gehörte das Dorf ursprünglich zum Herzogtum Auschwitz, unter der Lehensherrschaft des Königreichs Böhmen.
Der Ort wurde erstmals im Jahre 1450 erwähnt, als es am 29. September von Mikołaj Strzała, dem Herrn von Żywiec, einem gewissen Jan Slizen verkauft wurde. Diese Urkunde gibt einen Hinweis, dass das Weichbild von Żywiec schon de iure außerhalb der Herrschaft der Auschwitzer Piasten war.
Bei der Ersten Teilung Polens kam Zarzecze 1772 zum neuen Königreich Galizien und Lodomerien des habsburgischen Kaiserreichs (ab 1804). 1773 wurde an der Stelle des aufgelösten Kreises Schlesien der Kreis Wieliczka (polnisch cyrkuł wielicki) eingerichtet, der das Kreisdistrikt Saybusch (ab 1775 Kreisdistrikt Zator) mit Zarzecze umfasste. 1782 wurde das Gebiet des Kreisdistriktes Zator zum unabhängigen Kreis mit dem Sitz in Myślenice (ab 1819 in Wadowice). Nach der Aufhebung der Patrimonialherrschaften bildete es ab 1850 eine Gemeinde im Gerichtsbezirk und Bezirk Żywiec bzw. Saybusch.
1918, nach dem Ende des Ersten Weltkriegs und dem Zusammenbruch der k.u.k. Monarchie, kam Zarzecze zu Polen. Unterbrochen wurde dies nur durch die Besetzung Polens durch die Wehrmacht im Zweiten Weltkrieg. Es gehörte dann zum Landkreis Saybusch im Regierungsbezirk Kattowitz in der Provinz Schlesien (seit 1941 Provinz Oberschlesien).
Im Jahre 1966 wurde es zum großen Teil vom Żywiecer See überschwemmt.
Von 1975 bis 1998 gehörte Zarzecze zur Woiwodschaft Bielsko-Biała.